# Kajászó
Kajászó es un pueblo húngaro perteneciente al distrito de Martonvásár, condado de Fejér.

## Superficie
Cuenta con una superficie de 24,03 km².

## Demografía
Hasta 2024 la población era de 1207 habitantes, con una densidad de población de 50,22 hab/km².
| Gráfica de evolución demográfica de Kajászó entre 2020 y 2024 |
|                                                               |
| Datos según la Oficina Central de Estadística de Hungría.     |